# Lysimachia deltoidea
Lysimachia deltoidea är en viveväxtart som beskrevs av Robert Wight. Lysimachia deltoidea ingår i släktet lysingar, och familjen viveväxter. Utöver nominatformen finns också underarten L. d. cinerascens.